# Нобл, Алан
Алан Генри Нобл (англ. Alan Henry Noble) — английский хоккеист на траве, полузащитник. Олимпийский чемпион 1908 года.

## Биография
Алан Нобл родился 9 февраля 1885 года в британском городе Лафборо. Его отец был управляющим банка.
Играл в хоккей на траве за команды «Хейтон», «Формби», «Саутпорт», «Бебингтон» и «Олдерли-Эдж». Был капитаном сборной Ланкашира. 
В 1908 году вошёл в состав сборной Англии по хоккею на траве на летних Олимпийских играх в Лондоне и завоевал золотую медаль, которая пошла в зачёт Великобритании. Играл на позиции левого полузащитника, провёл 3 матча, мячей не забивал.
Провёл за сборную Англии 6 матчей, все в 1908 году.
Работал в банковской сфере. Позже эмигрировал в Австралию, где работал секретарём Union Bank of Australia.
Умер 30 ноября 1952 года в австралийском городе Четсвуд (сейчас часть Сиднея).